# TOPIO Dio
TOPIO Dio là một robot phục vụ hình người do công ty TOSY sáng chế, ra mắt lần đầu vào năm 2010.
Với dáng vẻ thân thiện TOPIO Dio có thể phục vụ trong các nhà hàng, quán cafe, đồng thời TOPIO Dio cũng là một bartender pha chế cocktail tài năng. TOPIO Dio di chuyển bằng 3 bánh xe, có 28 bậc tự do, được trang bị camera, cảm biến phát hiện vật cản, có thể được điều khiển từ xa ở bất kỳ đâu. TOPIO Dio có kết cấu gọn nhẹ (125 cm, 45 kg) là robot dịch vụ thích hợp cho các nhà hàng, quán bar...

## Lịch sử phát triển
| Thời gian     | Địa điểm             | Sự kiện                                 | Đặc điểm                               |
| ------------- | -------------------- | --------------------------------------- | -------------------------------------- |
| Tháng 11/2008 | TOSY Robotics JSC    | Dự án TOPIO Dio được bắt đầu            |                                        |
| Tháng 06/2010 | AUTOMATICA 2010, Đức | Ra mắt phiên bản đầu tiên của TOPIO Dio | 28 bậc tự do, di chuyển bằng 3 bánh xe |

## Chi tiết kỹ thuật
|                       | TOPIO Dio         |
| --------------------- | ----------------- |
| Chiều cao             | 125 cm            |
| Khối lượng            | 45 kg             |
| Cấp điện              | Battery, 48V 20AH |
| Thiết bị chuyển động  | Động cơ servo     |
| Phương tiện giao tiếp | Loa, Microphone   |
| Camera                | 2                 |
| Bậc tự do             | 28                |

## Công nghệ
- Điều khiển từ xa thông qua mạng Internet.
- Tái tạo không gian 3D thông qua hình ảnh thu được từ 2 camera.
- Xây dựng chuyển động 3D dựa trên phần mềm điều khiển.
- Xử lý nhận dạng hình ảnh cho trước.
- Phát hiện chướng ngại vật bằng cảm biến siêu âm.
- Khả năng di chuyển cân bằng trên 3 bánh xe đa hướng.